# Johanna Wagner
Johanna Jachmann-Wagner (Seelze, 1828 – Würzburg, 1894) è stata un soprano tedesca.
Nipote adottiva di Richard Wagner, fu attiva a Dresda, Berlino e Bayreuth. Ottenne grande successo nel Tannhäuser nel 1845.